# Donato Guerra (Veracruz)
Donato Guerra es una localidad del estado mexicano de Veracruz. Es parte del municipio de Huiloapan de Cuauhtémoc.

## Demografía
| Censo | Población |
| ----- | --------- |
| 1900  | 108       |
| 1910  | 227       |
| 1921  | 188       |
| 1930  | 195       |
| 1940  | 224       |
| 1950  | 361       |
| 1960  | 218       |
| 1970  | 275       |
| 1980  | 351       |
| 1990  | 383       |
| 2010  | 627       |
| 2020  | 703       |